# 海德尔加尔
海德尔加尔（Haidergarh），是印度北方邦Barabanki县的一个城镇。总人口14043（2001年）。

## 人口
该地2001年总人口14043人，其中男性7397人，女性6646人；0—6岁人口2505人，其中男1365人，女1140人；识字率57.98%，其中男性为64.12%，女性为51.14%。